# Nair da França e Araújo
Nair da França e Araújo (Maragogipe, 1931 – Salvador, 20 de setembro de 2018) foi uma química brasileira. Primeira mulher química da Bahia e primeira mulher a lecionar no curso de Química da Universidade da Bahia, hoje a Universidade Federal da Bahia (UFBA), mestre em Química Orgânica pela Universidade de São Paulo. Foi membro da Sociedade Brasileira de Química.

## Biografia
Nascida no município de Maragogipe, em 1931, Nair ingressou no curso de Química que ainda funcionava na Faculdade de Filosofia da Universidade da Bahia, hoje a Universidade Federal da Bahia, graduando-se em 1954. Em 1955, obteve a licenciatura no mesmo curso e ingressou na carreira docente no mesmo curso em que se formou, tornando-se também a primeira mulher a lecionar no curso de Química.
Em 1959, obteve uma especialização em Química Orgânica pela Universidade de São Paulo (USP) e ingressou no mestrado na mesma área, com uma pesquisa em síntese de nitrilas partindo de aldeídos em compostos orgânicos em parceria com um pólo petroquímico da região. Tinha começado o doutorado para dar seguimento aos estudos na área, mas precisou parar a especialização e retornar para a Bahia devido à falta de docentes na universidade.
Coordenou o laboratório de Química Orgânica da universidade na Bahia, desenvolvendo pesquisas diversas na área de síntese orgânica. Orientou diversos alunos, muitos deles hoje professores do Instituto de Química da Universidade Federal da Bahia.

## Morte
Nair morreu em 20 de setembro de 2018, em Salvador, aos 87 anos. Seu corpo foi cremado no dia seguinte, no Cemitério Jardim da Saudade, em Salvador.